# François-Germain La Fermière
 François-Germain La Fermière  est un précepteur, écrivain, musicien français au service de la cour des Romanov du XVIIIe siècle à Saint-Pétersbourg.

## Biographie
Née a Strasbourg, François-Germain La Fermière fait des études de droit à l’Université de Strasbourg. En 1763, il est invité pour servir en Russie et devient le bibliothécaire et lecteur du Grand-duc Paul Petrovich, puis précepteur de littérature et musique pour le compte de Sophie-Dorothée de Wurtemberg. Il devint aussi correspondant étranger pour la cour.

## Œuvres
Il publia Fables et contes dédiés à son altesse impériale monseigneur le grand duc de toutes les russies en 1775. Il écrivit aussi des pièces d’opéra. 